# Holiday: A Soldier Is Never Off Duty
Holiday: A Soldier Is Never Off Duty (übersetzt: Urlaub: Ein Soldat ist niemals außer Dienst) ist ein indischer Action-Thriller von A. R. Murugadoss aus dem Jahre 2014. Er ist ein Remake des tamilischen Films Thuppakki aus dem Jahr 2012, bei dem ebenfalls A. R. Murugadoss Regie führte. Der Film wurde am 6. Juni 2014 in Indien veröffentlicht und war ein Hit an den Kinokassen.

## Handlung
Virat, der Kapitän der DIA, ein Flügel der indischen Armee, kehrt zu seinem Haus nach Mumbai zurück, um Urlaub zu machen. Bei seiner Ankunft zwingen ihn seine Eltern, Saiba zu treffen, die er heiraten soll. Aber Virat weist sie mit einer Entschuldigung ab, da sie zu altmodisch sei und nicht sein Typ ist. Im Gegenteil, Saiba ist eine Profiboxerin und ganz modern. Virat bemerkt sie in einem Boxkampf und verliebt sich sofort in sie.

## Musik
| # | Titel                        | Sänger/in                                       | Länge |
| - | ---------------------------- | ----------------------------------------------- | ----- |
| 1 | Tu Hi Toh Hai                | Benny Dayal                                     | 04:15 |
| 2 | Aaj Dil Shaayraana           | Arijit Singh                                    | 04:25 |
| 3 | Blame The Night              | Arijit Singh, Aditi Singh Sharma, Piyush Kapoor | 04:38 |
| 4 | Palang Tod                   | Mika Singh, Ritu Pathak, Kaushik                | 03:46 |
| 5 | Tu Hi Toh Hai (Film Version) | Kunal Ganjawala                                 | 03:55 |
| 6 | Ashq Na Ho                   | Arijit Singh                                    | 05:53 |
| 7 | Palang Tod (Remix)           | Mika Singh, Ritu Pathak, Kaushik                | 04:10 |